# Лось Федір Євдокимович
Фе́дір Євдоки́мович Лось (6 (19) червня 1908, Півнівщина — 21 липня 1980, Київ) — український радянський історик, доктор історичних наук (з 1953 року), професор (з 1954 року). Заслужений діяч науки УРСР (з 1969 року). Лауреат Державної премії УРСР в галузі науки і техніки (1980; за восьмитомну працю «Історія Української РСР»).

## Біографія
Народився 6 (19 червня) 1908 року в селі Піщинівці (нині Городнянського району Чернігівської області) в селянській родині. Українець. В 1925 році закінчив Городнянський педагогічний технікум, а в 1931 році — соціально-економічний факультет Чернігівський інститут соціального виховання. Вчителював у середній школі міста Волочиська, а згодом — у Городянському педагогічному технікумі. Служив на Чорноморському флоті. У 1935–1938 роках навчався в аспірантурі Інституту історії АН УРСР. У 1940 році захистив дисертацію на тему: «Аграрна політика Столипіна і її запровадження на Україні», одним з перших в Україні здобув ступінь кандидата історичних наук.
У роки німецько-радянської війни разом з Інститутом історії АН УРСР був евакуйований до Уфи. Займав посади комісара військово-патріотичного пункту, ученого секретаря та парторга цього інституту. Виступав у пресі з патріотичними статтями з історичної тематики, брав активну участь у створенні першого в СРСР короткого курсу історії України. У 1944 році повернувся до Києва. Цього ж року вийшла друком його перша монографія «Україна у роки Столипінської реакції».
У 1953 році захистив докторську дисертацію на тему: «Робітничий клас України та його революційна боротьба на початку ХХ ст. (1900–1907)». Відтоді зосередився на дослідженні історії робітничого класу напередодні та в період революції 1905–1907 років. З цієї проблематики опублікував низку монографій, статей та теоретичних розробок.
У 1948–1958 роках був заступником директора Інституту історії АН УРСР з наукової роботи, у 1958–1962 та 1966–1978 роках керував відділом історії капіталізму Інституту історії АН УРСР. Під його керівництвом відділ підготував збірник документів і матеріалів «Революция 1905–1907 гг. на Украине» у 2-х томах (Київ, 1955).
Наукову діяльність поєднував з педагогічною. У 1944–1950 роках — завідувач кафедри історії СРСР і України Київського педагогічного інституту, у 1940–1941, 1944–1947 роках — викладач Вищої партійної школи при ЦК КП(б)У, у 1944–1946 роках — викладач Київського університету, у 1949–1965 роках — професор кафедри історії КПРС Інституту підвищення кваліфікації викладачів суспільних наук при Київському університеті, а у 1965–1971 роках — виконувач обов'язків завідувача кафедри історії Київського філіалу Харківського інституту культури.
Жив в Києві в будинку по вулиці Володимирській, 51-53, квартира 80. Помер в Києві 21 липня 1980 року.

## Наукова діяльність
Багато часу віддавав науково-організаційній діяльності, керував науковою радою «Основні закономірності вітчизняної історії дожовтневого періоду». Брав участь у створенні всіх праць з історії України (як тих, що піддавалися нищівній критиці, так і тих, що схвалювалися директивними органами), виданих інститутом у 1940–1980 роках. Редактор і співавтор підручників з історії України для середньої та вищої школи, за якими навчалися у 1962–1985 роках.
Автор праць з історії України періоду капіталізму. Загалом опублікував близько 200 наукових праць, 15 підручників з історії України, брав участь у близько 20 колективних монографіях, збірниках статей, збірниках матеріалів і документів, зокрема:
- «Україна в роки столипінської реакції» ,1944;
- «Революція 1905–1907 років на Україні», 1955;
- «Формирование рабочего класса и его революционная борьба в конце XIX и в начале XX ст.», 1955;
- «Состояние и задачи изучения истории рабочего класса Украины» Москва, 1959 (у співавторстві);
- «К вопросу о периодизации советской исторической науки». «История СССР», 1960, № 4;
- «Робітничий клас України в 1907–1913 роках», 1962;
- «Стан і завдання вивчення історії робітничого класу України» «УІЖ», 1962, № 5;
- «Развитие исторической науки на Украине (1917–1963)». «Вопросы истории», 1964, № 1;
- «Класова боротьба в українському селі. 1907–1914» Київ, 1976 (у співавторстві) та інше.

Брав участь у підготовці до видання «Української радянської енциклопедії», «Радянської енциклопедії історії України».
Став засновником таких наукових напрямів в українській радянській історіографії, як «Формування робітничого класу України та його революційна боротьба», «Буржуазно-демократична революція 1905–1907 рр. в Україні», «Україна в роки столипінської реакції».
Під його керівництвом підготували і захистили кандидатські дисертації 50 науковців, зокрема: Кізченко Валентина Іванівна, Лавров Юрій Павлович, Лугова Олена Іллівна, Попик Володимир Іванович.